# Bassiana
Bassiana es un género de lagartos perteneciente a la familia Scincidae. Se distribuyen por Australia.

## Especies
Según The Reptile Database:
- Bassiana duperreyi (Gray, 1838)
- Bassiana platynota (Peters, 1881)
- Bassiana trilineata (Gray, 1838)